# Gotcha! (film)
Gotcha! is een Amerikaanse actie-komediefilm uit 1985 onder regie van Jeff Kanew.

## Synopsis
UCLA-student Jonathan speelt met zijn vrienden het spel gotcha. Via de Tsjecho-Slowaakse studente Sasha raakt hij in een spionagecomplot betrokken.

## Cast
| Acteur             | Personage                       |
| ------------------ | ------------------------------- |
| Anthony Edwards    | Jonathan Moore                  |
| Linda Fiorentino   | Sasha Banicek / Cheryl Brewster |
| Jsu Garcia         | Manolo                          |
| Alex Rocco         | Al                              |
| Marla Adams        | Maria                           |
| Klaus Löwitsch     | Vlad                            |
| Christopher Rydell | Bob Jensen                      |
| Brad Cowgill       | Reilly                          |
| Kari Lizer         | Muffy                           |
| David Wohl         | Professor                       |
| Irene Olga López   | Rosario                         |